# Château de Suscinio

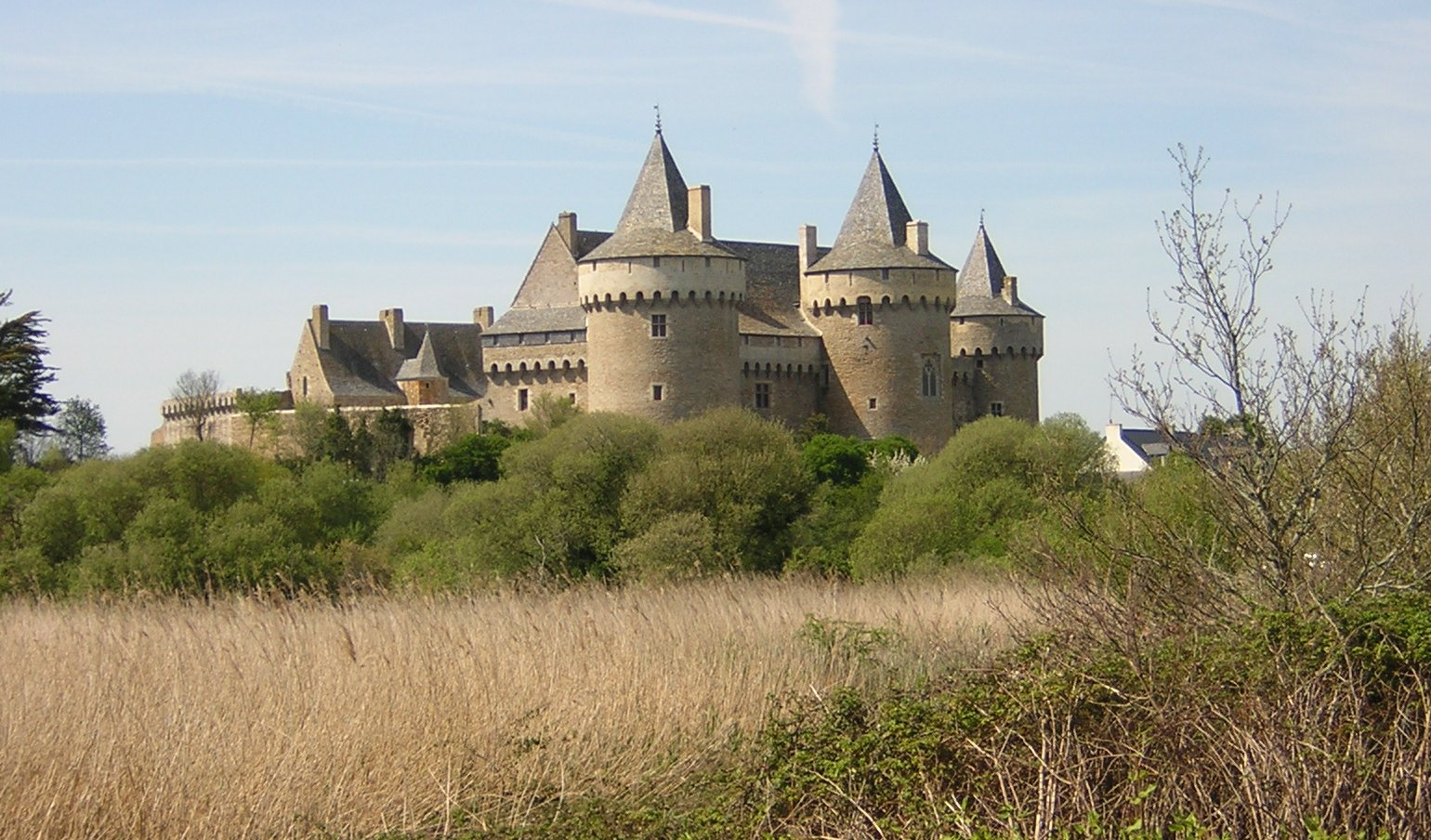
O Château de Suscinio (Morbihan), visto da praia.

O Château de Suscinio ou de Susinio é um castelo bretão, erguido no final da Idade Média, com finalidades de defesa, servindo também como residência dos duques da Bretanha. 
Está situado na comuna de Sarzeau no departamento de Morbihan, próximo da costa atlântica. O conjunto aquitetônico compreende o castelo, com fosso, e edifícios anexos.
Por muito tempo abandonado, em ruínas, o castelo foi finalmente classificado como monumento histórico protegido, em 1840, depois da visita, cinco anos antes, de Prosper Mérimée, então Inspetor Geral de Monumentos Históricos do Ministério da Cultura da França. Na época, o castelo era visitado em razão do caráter romântico de suas ruínas.

## Histórico
A primeira referência é de 1218, citando um pavilhão de caça no local. Dois cervos em baixo-relevo foram esculpidos acima da entrada. A edificação se situava nas bordas de uma vasta floresta. Durante a segunda metade do século XIV, o pavilhão foi transformado em uma fortaleza, com uma ponte levadiça ladeada por duas torres, torres de vigia com seteiras, muralhas com mata-cães, fossos, etc.. No século XVI, o castelo foi confiscado pelo rei da França. 
Após a Revolução, foi em parte desmantelado por um comerciante de pedras, no século XIX, e caiu em ruína. Em 1965, passou a ser propriedade do Departamento de Morbihan, que realizou grandes trabalhos de restauração, e se transformou no Museu de História da Bretanha. Durante as escavações de 1975, foram descobertos fragmentos de uma pavimentação do século XIV, constituída de ladrilhos pintados.

## O castelo de Suscinio hoje

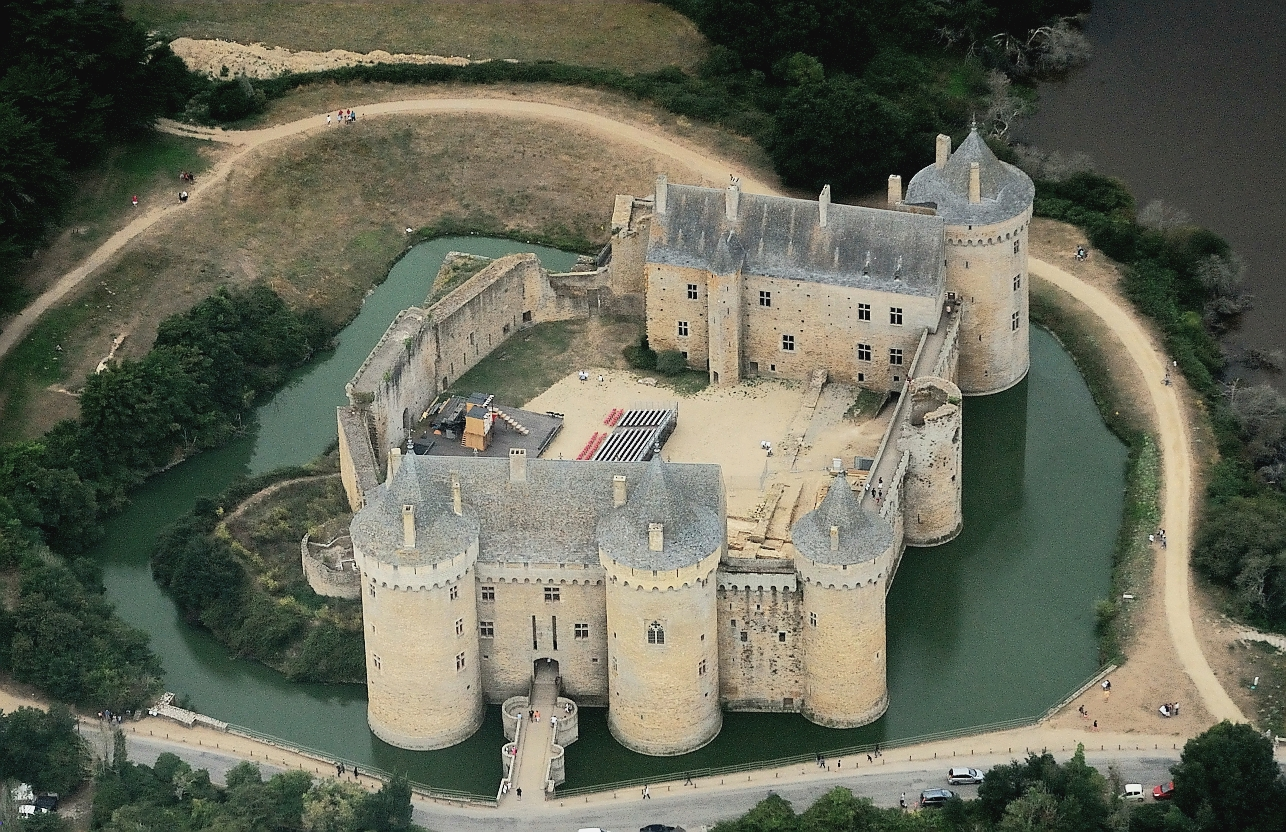
Vista aérea do castelo, com a cortina leste em primeiro plano, três torres e os estribos da ponte dormente.

Os trabalhos de restauração devolveram uma aparência de quase integridade a um castelo qualificado como ruína, desde a Revolução. Cercada por fossos com profundidade de três a quatro metros, a edificação tem a forma aproximada de um quadrilátero irregular (provavelmente quadrangular, na segunda metade do século XVIII), flanqueado por sete torres, das quais uma, quadrangular, defende a cortina oeste. A entrada é protegida por duas possantes torres de 12 m de diâmetro, uma ponte levadiça precedida de uma ponte dormente de pedra (da época moderna), guardada por quatro postos de vigia incorporados à maciça estrutura. As torres e as cortinas são coroadas por mata-cães bretões, suportados por cachorros em formato de pirâmide decrescente. O recinto é apoiado, ao sul, por dois bastiões de artilharia.
Separados por um vasto pátio, duas edificações principais, feitas de blocos de granito, são ligadas por  cortinas. A cortina norte devia servir principalmente como passagem, ligando a edificação leste (residência ducal, que inclui uma sala de cerimônias, um guichê de passa-pratos, o quarto do duque próximo à sala de paramentos, estufas, um oratório, dando para a torre norte) à edificação oeste (aberta a visitantes em 2016 ), e também para abrigar uma edificação norte menos importante, considerando as quatro grandes aberturas com maineis que foram perfuradas e das quais duas são muradas.
A fonte chamada "da Duquesa", perto da aldeia de Folperdrix (ao norte de Suscinio), abastecia o castelo de água, por meio de dutos subterrâneos.